# Amanita echinocephala
Amanita echinocephala là một loài nấm thuộc chi Amanita trong họ Amanitaceae. Nấm này phát triển trong các rừng cây lá rộng (hardwood), có thể cộng sinh với cây đoạn, hoặc cùng với nấm Amanita strobiliformis.